# Recht van wettelijke terugkeer
Het recht van wettelijke terugkeer (Frans: droit de retour légal) is een rechtsfiguur uit het Belgische erfrecht op grond waarvan bepaalde goederen in de nalatenschap van de erflater in sommige gevallen terugkeren naar de vorige eigenaar. Het recht van wettelijke terugkeer wordt geregeld in de artikelen 4.24 en 4.25 van het Belgisch Burgerlijk Wetboek (BW).
Het recht van wettelijke terugkeer is niet te verwarren met het conventioneel recht van terugkeer dat bij een schenking kan worden bedongen (art. 4.172 BW).

## Omschrijving

### Terugkeer ten voordele van ascendenten
Als de erflater overlijdt zonder zelf afstammelingen na te laten, maar er nog wel verwanten in de opgaande lijn in leven zijn (ouders, grootouders enz.), dan erven die laatsten de goederen die zij aan de erflater geschonken hebben. De wet koppelt hier twee bijkomende voorwaarden aan. Enerzijds moeten de geschonken goederen nog aanwezig zijn in de nalatenschap van de erflater. Anderzijds heeft de verwant in de opgaande lijn de verplichting om in de schulden bij te dragen. Bovendien zal de verwant deze goederen erven onder voorbehoud van de verkregen rechten van derden (art. 4.24, §1 BW).
Als de erflater de geschonken goederen voor zijn overlijden reeds zou hebben verkocht, dan slaat het recht van wettelijke terugkeer niet langer op de betrokken goederen zelf maar wel op de prijs, indien de prijs nog niet betaald is of er nog geen vermenging plaats vond in het vermogen van de erflater (art. 4.24, §2, eerste lid BW). De verwant erft tevens de eventuele vordering tot terugneming die de erflater zou hebben gehad (art. 4.24, §2, tweede lid BW).

### Terugkeer na gewone adoptie
De regels inzake het recht van wettelijke terugkeer zijn lichtjes anders in geval van gewone adoptie. Als de erflater-geadopteerde overlijdt zonder zelf afstammelingen na te laten, geldt immers dat de goederen die door de verwanten in de opgaande lijn van de geadopteerde geschonken of geërfd zijn, naar hen terugkeren. Bijkomend zullen de goederen die door de adoptanten geschonken of geërfd zijn, terugkeren naar de adoptanten.
Voor het overige gelden naar analogie dezelfde regels als bij het recht van wettelijke terugkeer ten voordele van ascendenten (art. 4.25, §1 in fine en §2 BW).

### Vruchtgebruik op de terugkerende goederen
Wanneer de erflater verwanten in de opgaande lijn of nauwe zijverwanten achterlaat, verkrijgt de langstlevende echtgenoot onder andere het vruchtgebruik op de goederen die onderworpen zijn aan het recht van wettelijke terugkeer. Dit geldt zowel in geval van wettelijke terugkeer ten voordele van ascendenten als na gewone adoptie. De schenker kan hiervan echter afwijken in de schenkingsakte of in zijn of haar testament (art. art. 4.17, §2, 3° BW).
De wettelijke terugkeer ten voordele van ascendenten of na gewone adoptie doet geen afbreuk aan het erfrecht van de langstlevende wettelijk samenwonende. Deze zal bijgevolg het vruchtgebruik op de gezinswoning en van het daarin aanwezige huisraad erven als deze goederen onderworpen zijn aan de wettelijke terugkeer (art. 4.23, §1, tweede lid BW).

### Fiscale impact
In het Vlaamse Gewest wordt de waarde van de goederen die de verwanten in de opgaande lijn verkrijgen uit de nalatenschap van de erflater, vrijgesteld van de erfbelasting. Hiertoe gelden drie voorwaarden. Ten eerste moeten de goederen door die ascendenten aan de erflater geschonken vóór zijn overlijden. Ten tweede moeten de goederen zich nog in natura in de nalatenschap bevinden. Als de goederen reeds verkocht zijn, dan is het vereist dat er nog een schuldvordering in de nalatenschap aanwezig is. Ten derde moet de erflater zonder nakomelingen zijn gestorven (art. 2.7.6.0.4 Vlaamse Codex Fiscaliteit (VCF)). Zulke vrijstelling bestaat niet in het Brusselse Hoofdstedelijke Gewest of het Waalse Gewest.

## Geschiedenis
De wettelijke terugkeer werd aanvankelijk geregeld door de artikelen 363-16 en 747 van het Oud Burgerlijk Wetboek. Bij de invoering van boek 4 in het Burgerlijk Wetboek in 2022 werden deze regels hernomen in de artikelen 4.24 en 4.25 BW.